# Zhuanghe (meteoryt)
Zhuanghe – meteoryt kamienny należący do chondrytów oliwinowo-bronzytowych H 5, spadły 18 sierpnia 1976 roku w chińskiej prowincji Liaoning. Z miejsca spadku pozyskano ok. 2,9 kg materii meteorytowej. Meteoryt Zhuanghe jest drugim meteorytem zatwierdzonym w tej prowincji. 